# El (Gott)
El war der Name des höchsten Gottes der Ugariter im 2. vorchristlichen Jahrtausend. Sein Name wurde durch die Israeliten übernommen und mit JHWH (יהוה), ihrem einzigen Gott im Tanach, identifiziert (z. B. Num 23,22 ). Häufiger wird allerdings der ähnlich klingende hebräische Plural von Eloah (אֱלֹהַ), Elohim, als Alternativbezeichnung für JHWH verwendet, z. B. in יְהוָה צְבָאוֹת אֱלֹהֵי יִשְׂרָאֵל „JHWH Zebaoth Gott Israels“.
Davon ausgehend entwickelte sich der Name El zu einem Gattungsbegriff für „Gott“, „göttliches Wesen“ oder „göttliche Natur“ in vielen semitischen Sprachen (daher stammt der arabische Gottestitel Allah, „der Gott“); außerdem wurde er zu einem theophoren Namen, d. h. einem „gott-tragenden“ Bestandteil von Personennamen, Ortsnamen oder Eigenschaften im Tanach, der auf JHWH hinweist.

## Ugarit
Zum ersten Mal tauchte die Bezeichnung El um 1400 v. Chr. in den Keilschrifttexten von Ugarit auf. Je nach Zusammenhang bedeutet das Wort den Eigennamen des Gottes oder den Gattungsbegriff. In der ugaritischen Mythologie wird ʿEl mit der Umschrift aus dem Ugaritischen il, Plural oder Dual ilm als der „Erbauer des Erbauten“, „Vater der Menschheit“ oder „Schöpfer der Schöpfung“ (bny bnwt) umschrieben. Das Wort ilm kommt in großen mythologischen Texten vor, wo es in einigen Wortverbindungen meist den Plural des Gattungsnamens bedeutet. So trägt die Sonnengöttin Šapšu das Prädikat nrt ilm, „Leuchte der Götter“. Auch in den kleinen Texten von Ugarit bezeichnet der Plural überwiegend den allgemeinen Begriff Gott. Dagegen bezeichnet der Singular il überwiegend den Eigennamen.
El besaß zeitweise für einen Teil der ugaritischen Bevölkerung die Stellung des obersten Gottes. Ihm wurden die Beinamen „König“, „der Freundliche“ oder „Stier“ verliehen. Der Anruf „Stier-El“ soll seine herausragende Stärke und Macht betonen und legt nahe, dass der Stier sein Symbol war.

### Mythen
El wird in der ugaritischen Mythologie als Schöpfer der Erde dargestellt. Seine Wohnung sei die Quelle der beiden Ströme der unterirdischen Tiefe. Eine Keilschrifttafel (der „Mythos der freundlichen und schönen Götter“) erzählt: El habe die Göttinnen (Athirat und Šapšu) an einem Brunnen überrascht und geschwängert, dadurch zuerst Šahar, die Gottheit der Morgendämmerung, und ihren Bruder Šalim, den Gott der Abenddämmerung, gezeugt, später anonyme Dämonen. Die Gesamtheit aller so gezeugten Götter wird als Banu Elima („El-Söhne“) bezeichnet.
Der Name von Els Erstgemahlin Athirat, der Göttermutter, liegt in verschiedenen Umschreibungen wie Athirat, Elat und Qudšu vor, die in der Übersetzung „die weibliche Gottheit“ oder „die Heilige“ bedeuten. Sie wird auch „Herrin Athirat des Meeres“ genannt. Sie hat in den Quellen einen eigenen Wohnort abseits von El und trifft auch allein Entscheidungen. Siebzig Götter und Göttinnen gelten als ihre und Els gemeinsame Kinder, weitere als Kinder von Els Zweitfrau Šapšu.
Die Göttergesellschaft erscheint in regelmäßigen Abständen vor El auf einem hohen Berg. Dort wird über zu erfolgende Handlungen entschieden, da jeder untergeordnete Gott den Weisungen Els zu folgen hat. So hat Ba’al zum Beispiel erst um Erlaubnis zu fragen, bevor er den Meeresgott Yam töten kann. Ba’als Schwester, die Mondgöttin Anat, erreicht Els Zustimmung für Baals Vorhaben erst, nachdem sie mit Gewalt droht.

### Darstellung
El wird in Menschengestalt und in königlichen Gewändern dargestellt. Auf Abbildungen ist er zum Zeichen seines hohen Alters mit grauen Haaren zu sehen. Eine 13 Zentimeter hohe Bronzeskulptur zeigt einen sitzenden Gott mit einem Bart und einer ägyptischen Atef-Krone. Er trägt einen langen Mantel mit syrischem Wulstsaum und Sandalen. Die rechte Hand ist in einer segnenden Geste erhoben. Die Stierhörner, ein Gegenstand in seiner linken Hand und der Thron, auf dem die nicht eindeutig mit El identifizierte Figur saß, sind verschwunden. Auf der 47 Zentimeter hohen sogenannten „El-Stele“ aus Serpentin sitzt rechts ein bärtiger Gott mit einem langen Mantel und Hörnerkrone, seine Füße ruhen auf einem Schemel. Ihm gegenüber steht als Beter der König mit einer Krone auf dem Kopf, in den Händen hält er ein Szepter und einen Krug mit Opfergaben.

### Verehrung
Die Texte aus Ugarit aus der 2. Hälfte des 2. Jahrtausends v. Chr. stellen die wichtigsten Zeugnisse über El dar. Ein typisches Gebet an El lautet:
Oh El! Oh Söhne Els!

Oh Versammlung der Söhne Els!

Oh Zusammenkunft der Söhne Els

…

Oh El und Aschirat

Sei gnädig, oh El

Sei Stütze, oh El

El, eile, El, komm schnell

Zur Hilfe Zaphons,

Zur Hilfe Ugarits

Mit der Lanze, oh El,

mit der erhobenen, oh El.

Mit der Streitaxt, oh El,

mit der zerschmetternden, oh El.

### Wandel unter den Seevölkern
Mit dem Eindringen der sogenannten Seevölker um 1200 v. Chr. begann eine plötzliche Wandlung der Rolle Els in Ugarit. Die Stadt selbst wurde von den Seevölkern zerstört. El verlor innerhalb der nächsten zweihundert Jahre in dieser Region immer mehr an Bedeutung. Ab ca. 1000 v. Chr. erscheint der Name Athirat, seine erste Gemahlin, nicht mehr. Ein neuer Gott, Ba'alšamen (phönikisch) bzw. Be'elšamen (aramäisch) löste ab ca. 1000 v. Chr. El in Ugarit endgültig ab.
Mit dem Vordringen der Seevölker kamen neue Namen auf. Die Bibel nennt die Philister als Bewohner der Küstenregion Palästinas und frühe Feinde der Israeliten in vorstaatlicher Zeit. Sie werden als verwandt mit den Phöniziern erachtet, die hauptsächlich im Küstenbereich in der Region des zerstörten Ugarits bis Sidon siedelten.
El verlor in diesen Regionen an Bedeutung. Athirat wurde nur noch bei den Philistern erwähnt. Ebenso wie in der Region des zerstörten Ugarit erhielt der neue Gott Ba'alšamen/Be'elšamen nun den Vorzug vor ʿEl.
Bei Philon von Byblos beginnt der Stammbaum phönikischer Gottheiten mit Eliun und seiner Frau Beruth, deren Nachkommen Uranos und Ge (Gaia) zusammen einen Stammbaum aus insgesamt sieben Generationen mit über 40 Gottheiten zeugten. Darunter war El (Kronos), der, nachdem er erwachsen geworden war, seinen Vater Uranos besiegte und sich an seiner Stelle zum Herrscher machte.

## Bibel

### Sippengott der Aramäer und Hebräer
Im 1. Buch Mose wird El mit den Namen der halbnomadischen Sippenhäupter kombiniert, denen er zuerst erschienen ist. Dadurch wird El wie ein Name gebraucht:
- „Gott meines (deines) Vaters“
- „Gott unserer (eurer) Väter“
- „Gott Abrahams“ (El Avraham)
- „Gott Isaaks“ (El Jitzchaq)
- „Gott Jakobs“ (El Ja'aqov)

Die Kombination „Gott meines Vaters“ bezog sich wohl ursprünglich nur auf den eigenen Familienvater (Gen 26,24 ; 46,1 ), so dass dessen Gott sich von anderen Familiengöttern unterschied. Dies zeigen alte Vätergeschichten wie die Begegnung Jakobs mit seinem Verwandten, dem Aramäer Laban (Gen 31,5.29.42 ). Auch in der Josefsgeschichte (Gen 43,23 ) heißt es distanzierend und singularisch: „Euer Gott und eures Vaters Gott hat euch einen Schatz gegeben …“ In Gen 31,53  heißt es deutlich: „Der Gott Abrahams und der Gott Nahors – der Gott ihres Vaters! – sei Richter zwischen uns.“ Erst nachdem mehrere Sippen zu einem Stamm verschmolzen, wurde aus dem „Gott meines (deines, eures, ihres) Vaters“ der „Gott unserer (eurer, ihrer) Väter“.
Die Kombination Els mit Personennamen gilt oft als frühe Stufe eines altorientalischen Monotheismus, bei dem Gott noch namenlos war. Umstritten ist, ob die Namen fiktive Stammväter von Sippen und Stämmen oder reale Personen bezeichneten. Aus den Funden von Tontafeln aus der mesopotamischen Stadt Mari von etwa 1900 v. Chr. kennt man Namen wie Abram, Isaak und Jakob, die individuelle aramäische Personen bezeichneten.
Im Zuge einer vermuteten zweiten aramäischen Wanderungswelle (um 1500 v. Chr.) kamen Gruppen von Halbnomaden aus Mesopotamien und Syrien oder von der Sinai-Halbinsel beim saisonalen Weidewechsel auch in das fruchtbare Kulturland Kanaan, wo sie einander begegneten und ihre Geschichten austauschten. Dabei wurden ihre Gottheiten wahrscheinlich schon miteinander identifiziert, so dass Reihungen wie „Gott Abrahams, Isaaks und Jakobs“ (Ex 3,6 ) entstehen und als „Gott unserer (eurer) Väter“ zusammengefasst werden konnten (Ex 3,16 ).
Aufgrund solcher Beobachtungen stellte der Alttestamentler Albrecht Alt 1929 die einflussreiche These vom „Gott der Väter“ als Vorstufe der JHWH-Religion auf. Für ihn sei „nicht die feste Bindung an einen Ort, sondern die ständige Beziehung zu einer Menschengruppe das entscheidende Merkmal“. Wie im späteren gesamtisraelitischen JHWH-Glauben betonte die Väterreligion das Verhältnis zwischen Gott und Mensch, Gott und sozialer Gruppe. Die fehlende Ortsbindung machte sie laut Alt „umso bewegungsfähiger im Eingehen auf alle Veränderungen des Schicksals der Verehrerkreise“.
Die Vätergötter bedurften keiner Wallfahrt zu einem festen Heiligtum und keiner Vermittlung durch Priester, deren Aufgaben der Familienvater übernahm. Sie waren ihren Menschen stets gegenwärtig und wurden wohl ohne Abbild verehrt. Erst im Kulturland wurden ihnen Opfer dargebracht (Gen 31,54 ; 46,1 ). Ihre Aufgabe war, die Sippe unterwegs vor allerlei Gefahren zu schützen (Gen 28,15 ; 31,3.5 , 35,3 ; 46,4 ), mit ihnen zu ziehen (Gen 26,3.24.28 ) und für ihr Lebensrecht zu sorgen. Als Schutzgötter einer Sippe waren sie besonders für die Gaben verantwortlich, von denen die Zukunft aller abhing: Land, Nachkommen und Frieden mit den Nachbarvölkern (Gen 12,1–3 ).

### Attribute
El wird in der Bibel auch mit verschiedenen Attributen kombiniert. Zu El Olam und El Aeljon siehe weiter unten. Hagar, die von Abrahams erster Frau Sara verstoßene Magd und Mutter Ismaels, nennt Gott nach ihrer Rettung vor dem Verdursten El-Roï (hebr. אל רואי): „Gott, der mich sieht“ (Gen 16,13 ).
In Gen 33,20  ist von „El, Gott Israels“ die Rede.

### Schaddai
An einigen Stellen, die zu den priesterlichen Bestandteilen des Pentateuch gerechnet werden (Gen 17,1 ; Ex 6,3 ), wird aus El und dem Epitheton שדי schaddaj die Gottesbezeichnung El Schaddai gebildet. Häufiger ist jedoch die Verwendung von Schaddai als eigenständige Gottesbezeichnung, ohne El. Die Bedeutung von Schaddai ist unklar. Dem trägt die Zürcher Bibel Rechnung, indem sie Schaddai durchgängig wie einen Eigennamen transkribiert. Die Septuaginta hat im Pentateuch El Schaddai je nach Redesituation, als dein Gott oder mein Gott wiedergegeben, שדי also als relativischen Anschluss verstanden (vgl. die Relativpartikeln hebräisch ש und reichsaramäisch די). Die gebräuchlichste Wiedergabe ist aber „der Allmächtige“, so in der Vulgata des Hieronymus (lateinisch omnipotens) und in der Lutherbibel. Bereits in der griechischen Übersetzung des Hiobbuches wird Schaddai mit Pantokrator übersetzt.
Als Etymologie wird meist ein Zusammenhang mit dem hebräischen Verb שדד schaddad („gewalttätig sein“, „verheeren“) vermutet. Dann wäre Schaddai etwa mit „Gewaltiger“ oder „Zerstörer“ übersetzbar, vgl. Jes 13,6 . Doch wird Schaddai auch auf das hebräische Wort schad („Brust“) zurückgeführt, was sich etwa durch Gen 49,25  nahelegt. Einige Exegeten bringen Schaddai mit dem akkadischen Wort schadu („Berg“; als Verb: „sich erheben“) in Verbindung und übersetzen den Namen dann als „Gott der Erhabene“ oder „Gott der Höchste“. Andere leiten es im Hinblick auf Stellen wie Gen 49,25  und Ps 68,15  vom neuassyrischen schaddaju („Bergbewohner“) ab und übersetzen den Namen als „Gott der Berge“. Der kanaanäische Gott El war untrennbar mit den Bergen verbunden. Bernhard Lang bringt den auch im Buch Hiob (Hi 40,1–2 ) mehrfach erwähnten Namen Schaddai in Verbindung mit dem ägyptischen Gott Sched, dem Horus-gestaltigen Gott der Wildtiere und deutet ihn als Herrn der Fluren (der Gebirgssteppe).

### Identifikation mit JHWH
Im 2. Buch Mose beginnt die eigentliche Geschichte Israels als eigenes Volk: Daher treten Reihungen von Väternamen von dort an zurück. Auch die Kombination „Gott des Mose“ fehlt, obwohl dieser nach Ex 3  ähnlich wie die Erzväter berufen wurde. Stattdessen dominieren nun Bezeichnungen wie „Gott der Hebräer“ oder „Gott Israels“.
In der Berufungsgeschichte des Mose (Ex 3) stellt sich der als Gott der Väter bekannte El erstmals mit seinem Eigennamen JHWH vor (v. 14). Nach Ex 6,3  ist JHWH der, der den Vätern unter dem Namen El Schaddaj bekannt gewesen sei. Das bezieht sich auf Gottes Selbstvorstellung als El Schaddaj in Gen 17 . Diese auffällige Periodisierung der Heilsgeschichte wurde oft als Merkmal einer hypothetischen Quelle und Redaktion des Pentateuch betrachtet, der exilischen Priesterschrift. Pentateuchtexte, die Gott als El Schaddaj bezeichnen, wurden dieser Quelle zugeordnet.
Nach Gen 14,18–24  identifizierte schon Abraham El mit JHWH. Nach siegreicher Schlacht sei er dem Priesterkönig Melchisedek von Salem (später Jerusalem) begegnet. Dieser habe ihn im Namen des El Aeljon gesegnet, „der, der Himmel und Erde geschaffen hat“. Darauf habe Abraham Melchisedek den „Zehnten von Allem“, also Anteil an seiner Kriegsbeute entrichtet und seinen Gott als „JHWH, der Himmel und Erde gemacht hat“ bezeichnet. Daraus folgert man, dass die Bewohner Salems, die Jebusiter, um 1200 v. Chr. einen Schöpfergott El Aeljon („Gott der Höchste“) verehrten, der nicht mit den Vätergöttern identisch war. Ähnlich hieß der Stadtgott von Be’er Scheva El Olam („Gott der Ewige“, Gen 21,33 ). Die Attribute Aeljon und „Schöpfer des Himmels und der Erde“ (das heißt des gesamten bekannten Kosmos) sind in den Funden von Ugarit nicht belegt; auch ein zugehöriger Schöpfungsmythos fehlt. Außerhalb der Bibel bezeugen alte Inschriften nur einen „El, Schöpfer der Erde“; das Attribut „Schöpfer des Himmels“ fehlt. Gleichwohl wird ein Zusammenhang des El Aeljon mit einer kanaanäischen Schöpfungsmythologie angenommen. Ob die Melchisedekszene eine frühe Anerkennung dieses kanaanäischen Schöpfergottes durch hebräische Halbnomaden reflektiert oder erst nachträglich geschaffen wurde, um Jerusalem als Ort der JHWH-Verehrung zu legitimieren, ist umstritten. Sicher ist, dass JHWH in der Bibel erst spät als Schöpfer der Welt bezeichnet wurde und das Schöpferattribut aus der Religion Kanaans stammt.
Nach einer anderen religionsgeschichtlichen These verehrten Israeliten und Kanaaniter ursprünglich beide denselben Gott El, aus dem sich JHWH entwickelt habe. Dabei sei der aus Ugarit bekannte Göttervater El so mit JHWH identifiziert worden, dass JHWH zunächst als der höchste, später als der einzige Gott verehrt worden und im letzten Entwicklungsschritt die Existenz der übrigen Götter bestritten worden sei.

### Theophore Orts- und Eigennamen
Der Name El ist im 1. Buch Mose häufig Bestandteil von Orts- und Eigennamen:
- Isra-El: „der mit Gott streitet“ oder „Gottesstreiter“ (Gen 32,29 EU)
- Isma-El: „Gott hört“ (Gen 16,11 EU)
- Bet-El: wörtlich „Haus Gottes“, ein Kultort Els im späteren Nordreich Israel, den die einsickernden Nomaden übernahmen (Gen 31,13 EU). Die Herkunftslegende (Ätiologie) dazu ist Jakobs Vision von der Himmelsleiter, woraufhin er diesem Gott ein Steinmal errichtet (Gen 28,10–22 EU).
- Penu-El: „Gottesgesicht“ (Gen 32,31 EU)

Auch viele weitere biblische Namen, wie Samuel, Joel, Gabriel oder Immanuel, sind mit dem theophoren Element „El“ gebildete Satznamen.